# Sterculia stenocarpa
Sterculia stenocarpa är en malvaväxtart som beskrevs av H. Winkler. Sterculia stenocarpa ingår i släktet Sterculia och familjen malvaväxter. Inga underarter finns listade i Catalogue of Life.